# Kończyce Radomskie
Kończyce Radomskie – przystanek kolejowy zlokalizowany we wsi Augustów w gminie Kowala.

## Ruch pasażerski
| Rok  | Wymiana pasażerska na dobę |
| ---- | -------------------------- |
| 2017 | 0-9                        |
| 2022 | 20-49                      |